# Михалок
Михалок (словац. Michalok) — село в Словаччині, Врановському окрузі Пряшівського краю.
Уперше згадується у 1363 році.
У селі є римо-католицький костел в стилі бароко (початок XVIII століття).

## Географія
Розташоване в східній частині Словаччини в північній частині Поздішовської височини біля джерела Чичави, притоки Топлі. Протікає Кваковський потік.

## Населення
| Рік:            | 1994. | 2004.   | 2014.   | 2024.   |
| --------------- | ----- | ------- | ------- | ------- |
| Кількість осіб: | 352   | 336     | 306     | 278     |
| Різниця:        |       | -4,54 % | -8,92 % | -9,15 % |

| Рік:            | 2023. | 2024.   |
| --------------- | ----- | ------- |
| Кількість осіб: | 288   | 278     |
| Різниця:        |       | -3,47 % |

У селі проживає 318 осіб.
Національний склад населення (за даними перепису 2001 року):
- словаки — 99,71 %,
- чехи — 0,29 %.

Склад населення за приналежністю до релігії станом на 2001 рік:
- римо-католики — 62,28 %,
- протестанти — 34,80 %,
- греко-католики — 2,92 %.